# 僕らの合言葉
「僕らの合言葉」（ぼく-あいことば）は、清浦夏実の3作目のシングル。2008年7月23日にFlyingDogから発売された。

## 概要
アニメ『ケロロ軍曹』の13代目エンディングテーマ。つじあやのとのコラボレーションによって誕生した曲で、カップリングには清浦夏実自身初の作詞・作曲によるタイトルも収録されている。
発売日の7月23日は、同アニメの登場人物である日向夏美のシンボルとしてコミックおよびアニメで用いられる、「723（なつみ）」の語呂合わせにちなむ（本作のCMの最後に表示される「7.23 IN STORES」の日付部分に「なつみ」のルビがある）。これにちなんで、CM冒頭ではギロロ（声：中田譲治）が「夏美〜!!!」と叫んでいる。
同アニメでは、エンディングテーマが変更された後もカラオケバージョンやピアノアレンジバージョンが本編中で挿入されている。

## 収録曲
1. 僕らの合言葉 [4:00]
作詞・作曲：つじあやの、編曲：山本隆二
  - テレビ東京系アニメ『ケロロ軍曹』13代目エンディングテーマ[注 1]
  - テレビ東京系アニメ『ケロロ軍曹』挿入歌[注 2][注 3]
2. ネバーランド [5:04] 
作詞・作曲：清浦夏実、編曲：島田昌典
  - テレビ東京系アニメ『ケロロ軍曹』挿入歌[注 4]
3. 僕らの合言葉 -piano solo- [2:00] 
  - テレビ東京系アニメ『ケロロ軍曹』挿入歌[注 5]
4. 僕らの合言葉 -without 723- [4:00]
  - テレビ東京系アニメ『ケロロ軍曹』挿入歌[注 6]
5. ネバーランド -without 723- [5:01]

## 収録アルバム
| 曲名         | 収録アルバム                                      | 発売日        | 規格品番   |
| ------------ | ------------------------------------------------- | ------------- | ---------- |
| 僕らの合言葉 | 『ケロロソング、(そこそこ)全部入りであります! 3』 | 2009年3月25日 | VTCL-60024 |
| 僕らの合言葉 | 『十九色』                                        | 2010年2月24日 | VTCL-60180 |
| ネバーランド | 『十九色』                                        | 2010年2月24日 | VTCL-60180 |